# Olympische Jugend-Sommerspiele 2018/Teilnehmer (Uruguay)
| Gelbes Symbol für Goldmedaillen mit stilisierten Olympischen Ringen | Graues Symbol für Silbermedaillen mit stilisierten Olympischen Ringen | Braundes Symbol für Bronzemedaillen mit stilisierten Olympischen Ringen |
| ------------------------------------------------------------------- | --------------------------------------------------------------------- | ----------------------------------------------------------------------- |
| —                                                                   | —                                                                     | —                                                                       |

Die Jugend-Olympiamannschaft aus Uruguay für die III. Olympischen Jugend-Sommerspiele vom 6. bis 18. Oktober 2018 in Buenos Aires (Argentinien) bestand aus 26 Athleten.

## Athleten nach Sportarten

### Beachhandball
Jungen
- 10. Platz
- Santiago González
- Tiago Cedrés
- Víctor Márquez
- Mateo Rus
- Diego Gambetta
- Jeronimo Maríano
- David Sosa
- Ignacio Mattera
- Sebastián Sagasti

### Beachvolleyball
Mädchen
- Josefina Vargas
- Victoria Corbacho
17. Platz

### Hockey
Mädchen
- 9. Platz
- Victoria Bate
- Victoria Jover
- Agustina Martínez
- Elisa Civetta
- Pilar Oliveros
- Magdalena Verga
- Emilia Arías
- Manuela Quiñones
- Agustina Suárez

### Leichtathletik
| Mädchen - Dahiana López Diskuswurf: 13. Platz | Jungen - Bruno Yoset Weitsprung: 8. Platz |

### Rudern
Jungen
- Martín González
Einer: 12. Platz

### Schwimmen
Jungen
- Santiago Saint-Upery
50 m Brust: 9. Platz
100 m Brust: 13. Platz

### Segeln
- Juan Regusci
- Cecilia Coll
Nacra 15: 11. Platz